# 未婚六姐妹
「未婚六姉妹」為中部日本放送（CBC）製作，於2006年10月2日～11月24日於TBS系「30戲劇」（週一至週五下午1:30〜2:00）播出的帶狀連續劇。全劇共有40集。由橋野惠美、田中美奈子及大和田伸也主演。第2部於2008年3月3日～5月2日播出，全劇共有45集。台灣近期由國興衛視引進播出。

## 劇情概要
明治時代創業日式點心老店「壽屋」的6姊妹都未婚。店主松太郎的妻子16年前過世後，獨自撫育6個女兒長大。除了得照顧店內，還得時時關注女兒們的最終歸宿，搞的松太郎一個頭八個大…

## 登場人物

### 壽家
- 壽二葉：橋野惠美（第1～2部）[1][2]

壽家的二女兒。在「壽屋」的櫃檯幫忙收銀（第2部）。
- 壽一美：田中美奈子（第1～2部）

壽家的大女兒。受幸子姨的幫助，成為料理店「新一幸」的老闆娘（第2部）。
- 壽三笑：廣澤草（第1部） → 太田有美（第2部）

壽家的三女兒。漫畫家（第1部） → 占卜師（第2部）
- 壽四麻子：遊井亮子（第1～2部）

壽家的四女兒。美容師。
- 壽五真子：濱丘麻矢（第1～2部）

壽家的五女兒。在「壽屋」擔任學徒（第2部）。
- 壽睦：加賀美早紀（第1～2部）

壽家最小的女兒。大學生，在出版社打工（第2部）。
- 壽美海（マリン）：吉田里琴 （第1～2部）

一美的獨生女兒。
- 壽松太郎：大和田伸也（第1～2部）

六姊妹的父親，「壽屋」的老闆。
- 壽玉緒

松太郎已過世的妻子、六姊妹的母親。

### 其他人物
- 菅原道代：山田須美子（第1部）
- 菅原道彦：杉浦理史（第1部）
- 大藪保：綱島郷太郎（第1～2部）[3]

二葉的前未婚夫。婦產科醫師。第2部中，阿保前往非洲擔任志工團的醫師。
- 千住龜子：石井幸子（第1～2部）

松太郎的姐姐、六姊妹的姑母。
- 菊田幸子：若原瞳（第1～2部）

料理店「一幸」的老闆娘。完結篇時與松太郎結婚。
- 高山拳：逸見太郎（第1部）

「壽屋」的點心師傅，松太郎的徒弟。很喜歡二葉。最後辭職自立門戶。
- 森本：宮川大輔 （第1部）

三笑的責任編輯。
- 唐澤：朝倉伸二（第1部）

四麻子的職場上司。
- 榎本耕治：西興一朗（第1部）

五真子的朋友。
- 片桐翼：崎本大海 （第1部）

小睦的男朋友，畢業後決定到北海道工作，與小睦分手。
- 香川麗子：稻田奈緒（第1部）

綜合醫院的皮膚科醫師。
- 唐澤美里：舟木幸（第1部）

美海的指導老師。
- 栗山金太：青木伸輔 （第2部）

「壽屋」雇用的點心師傅。最終與二葉結婚。
- 青木俊：柳下大（D-BOYS）（第2部）

「壽屋」的打工人員。與栗山是同宿舍的室友。
- 嶋田春雄：武野功雄 （第2部）

與四麻子暗地交往的有婦之夫，最後與四麻子分手。
- 小山修平：菊池均也 （第2部）

任職區公所少子化對策本部的結婚推廣課，對一美一見鍾情。完結篇時與一美結婚。
- 岬範子：葉山麗子（第2部）

任職深川綜合醫院。與栗山是舊識。
- 吉田都夢：大和田悠太（第2部）

小睦的男朋友，在兩人正式結婚前，被發現與他人有外遇，小睦斷然宣布婚事中止，兩人正式分手。
- 凱瑟琳：莉兒（第2部）

非洲擔任志工團的志工，阿保的同事。
- 藤野貢：金剛地武志（第2部）

三笑的男友。嘻哈歌手。
- 夏野太陽：古澤蓮（第2部）

的打工人員。與小睦似乎正在曖昧中。

## 主題曲
- 第1部：THE ALFEE「Innocent Love」（EMI Music Japan）
- 第2部：THE ALFEE 「Lifetime Love」（EMI Music Japan）
- 第2部完結篇：Libera 「Sanctus」

## 製作人員
- 劇本：小林富美
- 製作人：堀場正仁 等
- 導演：小柳津惠一、青山貴洋 等
- 音樂：澤口和彦
- 技術指導：梅屋光孝 （页面存档备份，存于）
- 制作協力：THE WORKS
- 製作出品：中部日本放送

## 外部連結
- CBC「みこん六姉妹」（未婚六姐妹 日本官網） （页面存档备份，存于）
- CBC「みこん六姉妹2」（未婚六姐妹第2部 日本官網） （页面存档备份，存于）

## 節目的變遷
| 日本MBS·CBC 週一至五13:30-14:00                | 日本MBS·CBC 週一至五13:30-14:00             | 日本MBS·CBC 週一至五13:30-14:00     |
| ---------------------------------------------- | ------------------------------------------- | ----------------------------------- |
|                                                | 未婚六姐妹 （2006年10月2日 - 11月24日）     |                                     |
| 畫金著〜返回童年〜 （2006年7月31日 - 9月29日） | 家族善哉 （2006年11月27日 - 2007年1月26日） |                                     |
| 輕鬆來去京都！ （2008年1月7日- 2月29日）       | 未婚六姐妹2 （2008年3月3日 - 5月2日）       | 媽媽之神 （2008年5月5日 - 6月27日） |

| 國興衛視 週一至週四 19:00至20:00    | 國興衛視 週一至週四 19:00至20:00                                    | 國興衛視 週一至週四 19:00至20:00 |
| ----------------------------------- | ------------------------------------------------------------------- | -------------------------------- |
|                                     | 未婚六姐妹 （2013.10.07 - 11.8） 未婚六姐妹2 （2013.11.11 - 12.18） |                                  |
| 女人30最犀利 （2013.09.02 - 10.03） | 來去兜兜風 （2013.12.18） 月花女將的生存之道 （2013.12.19 - ）      |                                  |